# Vatroslav Bertić
Vatroslav Bertić (Orehovica, 7. lipnja 1818. – Hum kraj Zaboka, 1901.) je bio hrvatski matematičar iz 19. stoljeća.

## Životopis
Rodom je bio iz časničke obitelji po očevoj strani, a po majčinoj od plemenitaških obitelji (Gregoroczy, Deželić...). Studirao je tehniku u Budimpešti, a radno mjesto je dobio u Zagrebačkoj i Varaždinskoj županiji. Poslije je bio radio u izvršnoj vlasti, nakon što ga je hrvatski ban Josip Jelačić postavio u Bojni odsjek.
Malo se zna o njemu, ali po svojim djelima je mnogo pridonio dolasku do zakona matematičke logike (do kojih je poslije Bertića došao George Boole). Zalagao se za matematičko opismenjivanje Hrvata i za hrvatsko nazivlje u matematici (predlagao je naziv oloslovlje), čime pridonosi hrvatskom preporodu u tom području. U metodologiji učenja matematike značajno je njegovo zalaganje za učenje algebre i aritmetike kao cjeline. Objavljivao je u "Danici ilirskoj".

## Djela
- "Nešto o matematici", Književne vijesti, Zagreb, 1846.
- matematička knjiga u 5 poglavlja (objavljena u Danici ilirskoj), 1846.; prvo i dio 2. poglavlja, pod imenom Samouka pokus pervi mu izlazi u Pešti 1847.

## Zanimljivosti
- Želio je nazvati matematiku "oloslovlje".

Krsni kum njegovoj djeci je bio njegov cjeloživotni veliki kućni prijatelj, slavni hrvatski pjesnik Petar Preradović.

## Radovi o Bertiću
- Božidar Ručević: O uvaženom matematičaru Vatroslavu Bertiću, Bedekovčanski glasnik, godina 2., broj 2., svibanj 2007.: 20. i 21.

## Vanjske poveznice
- Zvonik  Arhivirana inačica izvorne stranice od 27. prosinca 2007. (Wayback Machine) Vatroslav Bertić – hrvatski matematičar 18/19 stoljeća